# Кэролин Крейг
Кэ́ролин Крейг (англ. Carolyn Craig), настоящее имя — Аде́ль Рут Краго́ (англ. Adele Ruth Crago; 27 октября 1934, Валли-Стрим, Нью-Йорк — 12 декабря 1970, Калвер-Сити, Калифорния) — американская актриса.

## Биография
Адель Рут Краго, настоящее имя Кэролин Крейг, родилась в деревне Валли-Стрим (Лонг-Айленд, штат Нью-Йорк, США). Её отец, Кларенс, был инженером, а мать, Рут, — домохозяйка. Семья переехала в Санта-Барбару, штат Калифорния, когда она была ребёнком.
Крейг получил ранний актёрский опыт в Community Playhouse в Санта-Барбаре, штат Калифорния. С 1955 по 1967 год она сыграла в 48-ми фильмах и телесериалах. Одной из её наиболее известных ролей стала Нора Мэннинг в фильме ужасов Уильяма Касла «Дом ночных призраков» (1959).
12 декабря 1970 года 36-летняя Крейг покончила с собой, нанеся себе огнестрельное ранение, в Калвер-Сити, штат Калифорния. Она была похоронена в безымянной могиле на кладбище «Инглвуд-Парк» в Инглвуде, штат Калифорния.

## Личная жизнь
С 1957 по 1967 Крейг была замужем за Чарльзом Эдвардом Грэмом, от которого у неё родился сын — Чарльз Эдвард Грэм-третий (род. 3 мая 1959). С 1964 по 1970 год она была замужем за Артуром Фрэнсисом Брайденом, с которым развелась за восемь месяцев до своей смерти.

## Избранная фильмография
| Год  |   | Русское название     | Оригинальное название | Роль                |
| ---- | - | -------------------- | --------------------- | ------------------- |
| 1956 | ф | Гигант               | Giant                 | Лейси Линнтон       |
| 1957 | ф | Лицо в толпе         | A Face in the Crowd   | Рыжеволосая кобылка |
| 1957 | с | Перри Мейсон         | Perry Mason           | Хелен Уотерс        |
| 1959 | ф | Дом ночных призраков | House on Haunted Hill | Нора Мэннинг        |
| 1963 | с | Главный госпиталь    | General Hospital      | Синтия Эллисон      |